# Kościół Matki Boskiej Zwycięskiej w Łabędniku
Kościół Najświętszej Maryi Panny Zwycięskiej (niem. Kirche Muttergottes-die Siegerin) – kościół parafialny w Łabędniku, wybudowany pod koniec XIV wieku w stylu gotyckim, kilkukrotnie rozbudowywany. 

## Historia
Parafia w Łabędniku istniała już w 1366 r. Pod koniec XV w. należała do archiprezbiteratu sępopolskiego. W 1525 r. w Łabędniku wprowadzono reformację – odtąd miejscowy kościół aż do końca II wojny światowej służył ewangelikom. Patronat nad kościołem pełnili właściciele dóbr w Łabędniku. Katolikom został przekazany po okresie dewastacji w 1958 r. i aż do roku 1994 pozostawał filią parafii w Sokolicy. 
Od 1 listopada 1994 r. w parafii pw. Najświętszej Maryi Panny Zwycięskiej dekanatu sępopolskiego. Od 2022 r. – w dekanacie reszelskim. 

## Architektura i wnętrza
Gotycki kościół. Zbudowany w trzeciej tercji XIV w., gotycki, o salowym wnętrzu krytym stropem, murowany z cegły i kamienia polnego (przyziemie), orientowany, z wieżą od strony zachodniej, kaplicą grobową od północy i kruchtą od strony południowej. Prezbiterium nie jest wydzielone. Wieżę, poprzeczną do nawy, dobudowano w pierwszej połowie XV w. Wieża wbudowana w korpus kościoła. Zwracają uwagę ozdobne szczyty z tynkowanymi blendami. Od południa i północy budowla wzmocniona skarpami. Okna ostrołukowe. Dachówka rzymska. Strop z desek, sklepienie pierwotnie pięcioprzęsłowe.
Na ścianach (w nawach bocznych) odkryto malowidła z końca XV w. z postaciami apostołów. Zachowały się relikty gotyckiego ołtarza, przekształconego w XVI–XVII w. W nastawie ołtarza głównego wykorzystano płaskorzeźby i figurki apostołów z początku XV w. Ołtarz główny był odnawiany w 1871 r. Prospekt organowy późnobarokowy, rzeźbiony i malowany, z połowy XVII w. Empora organowa z tego samego okresu. Ambona z 1649 r., stalle z przełomu XVII i XVIII w.
W XVII w. powstały malowidła na stropie (1679), z tego czasu przetrwały resztki epitafiów i bogato zdobione ławy kolatorskie. Rzeźbione obudowanie kaplicy chrzcielnej, z ornamentem akantu, kwiatów i kartuszem herbowym von der Groebenów – dzieło Jana Krahmera z ok. 1700 r.
Około 1730 r. wybudowano przy kościele późnobarokową kaplicę grobową Groebenów (przypisywana Joachimowi Ludwigowi Schultheißowi von Unfried z Królewca, oraz całopostaciowy kamienny pomnik protoplasty rodu – Fryderyka Groebena (zm. 1712), uczestnika kampanii wiedeńskiej. Pomnik przypisywany jest Maciejowi Portzelowi z Królewca (inni autorzy sugerują autorsko J. A. Krausa). Chorągiew nagrobna, która wisiała niegdyś nad pomnikiem, znajduje się obecnie w muzeum w Kętrzynie.
Zamek w drzwiach kruchty jest ręcznie kuty.